# Bainville-aux-Saules
Bainville-aux-Saules é uma comuna francesa na região administrativa do Grande Leste, no departamento de Vosges. Estende-se por uma área de 5.61 km², e possui 142 habitantes, segundo o censo de 2018, com uma densidade de 25 hab/km².